# Resolução do Golfo de Tonquim
Resolução do Golfo de Tonquim (nome oficial: Resolução do Sudeste da Ásia, Lei Pública 88-408) foi uma resolução em conjunto do Congresso dos Estados Unidos, promulgada em 10 de agosto de 1964, em resposta a um incidente naval acontecido uma semana antes na costa do Vietnã do Norte, conhecido como Incidente do Golfo de Tonquim. Esta lei teve significância histórica, por ter dado ao Presidente dos Estados Unidos, Lyndon Johnson, a autorização, sem declaração de guerra formal, para o uso de forças militares no Sudeste Asiático. O governo Johnson usou esta decisão do Congresso, como uma autoridade legal para a rápida escalada do envolvimento militar do país no conflito do Vietnã.

## Incidente e ação do Congresso

O mapa mostra as operações que resultaram no Incidente do Golfo de Tonquim, pelo ponto de vista da Marinha dos Estados Unidos.

O Incidente do Golfo de Tonquim começou na tarde de 2 de agosto de 1964, quando o destróier norte-americano USS Maddox, em missão de patrulha e vigilância eletrônica secreta da costa do Vietnã do Norte, no Golfo de Tonquim, supostamente em águas internacionais, foi atacado por três lanchas torpedeiras da marinha norte-vietnamita, ocorrendo então uma escaramuça naval com toca de tiros e lançamentos de torpedos entre as belonaves de guerra. Dois dias depois, o Maddox, agora acompanhado pelo USS Turner Joy, outro destróier da frota, enviou mensagem ao comando naval sobre estar sofrendo outro ataque, na noite de 4 de agosto, devido a sinais do radar que indicavam belonaves se aproximando deles de direções diferentes. Aviões da frota norte-americana ao largo do Vietnã participaram do apoio ao fogo dos destróieres contra os atacantes, que, entretanto, nunca foram localizados nem vistos, tratando-se apenas de sinais não-identificados nos radares das belonaves, como divulgado anos mais tarde, quando documentos secretos se tornaram públicos, e como negado, na época, pelo governo de Hanói.
Diante deste segundo ataque, o presidente Johnson ordenou, em retaliação, um ataque aéreo contra as bases navais norte-vietnamitas e anunciou na mesma noite, numa mensagem ao povo americano pela televisão, que forças navais dos Estados Unidos haviam sido atacadas no Vietnã. Em mensagem enviada ao Congresso no dia seguinte, o presidente afirmou que o regime norte-vietnamita realizou ataques deliberados contra belonaves da Marinha dos Estados Unidos em águas internacionais"
Johnson requisitou ao Congresso a aprovação de uma resolução expressando a unidade e determinação dos Estados Unidos em apoiar a liberdade em proteger a paz no sudeste da Ásia. Ele afirmou que a resolução deveria expressar o apoio à ‘toda ação necessária para proteger nossas forças armadas’, mas repetindo o que disse em declarações anteriores, de que os Estados Unidos ‘não procuravam a guerra’.
Como a nação entrava nos três meses finais da campanha presidencial de 1964, na qual Johnson – que assumiu o cargo depois do assassinato do Presidente John Kennedy em novembro de 1963 – concorria a um próximo mandato, o presidente declarou que a resolução seria para que ‘as nações hostis entendessem’ que os Estados Unidos estavam unidos em sua determinação de ‘continuar a defender seus interesses nacionais’.
Em 6 de agosto, dois dias depois do incidente, o Secretário de Defesa Robert McNamara testemunhou perante uma sessão conjunta dos comitês de relações exteriores e forças armadas do Senado dos Estados Unidos. Ele disse que o ‘Maddox estava numa missão de rotina, igual a outras que sempre que realizamos em todas as partes do mundo’ e negou que ela estivesse de qualquer maneira ligada aos ataques realizados por lanchas sul-vietnamitas contra duas bases insulares do norte, em 30 de julho. O secretário, entretanto, não divulgou que estes ataques faziam parte de operações clandestinas realizadas contra instalações comunistas, levadas à cabo por comandos sul-vietnamitas treinados e sob o controle de unidades especiais do exército norte-americano.
Com menos de nove horas de deliberações e debates, o Congresso votou então uma resolução conjunta das duas casas, autorizando o presidente a usar da força na região, por 416-0 na Câmara dos Representantes e 88-2 no Senado. Um dos senadores que votou contra a resolução, Wayne Morse, do Oregon, declarou que ‘acreditava que a resolução seria um erro histórico’.

## Denúncias contra a resolução
Em 1967, com as dificuldades da guerra dando ensejo aos primeiros protestos contra a intervenção americana no Vietnã, a resolução que tinha tornado oficial o envolvimento do país na região, começou a ser contestada. Com a oposição à guerra crescendo nacionalmente, um movimento para denunciar está lei – que os críticos diziam ter dado um ‘cheque em branco’ a Johnson – começou a ganhar força.
Uma investigação do comitê de relações exteriores do Senado revelou que o USS Maddox estava atuando numa missão secreta de espionagem eletrônica na costa do Vietnã do Norte. Também se descobriu que o Centro de Comunicação Naval dos Estados Unidos nas Filipinas, revendo as mensagens enviadas pelo destróier, havia questionado se um segundo ataque havia realmente acontecido.
O governo de Richard Nixon, que assumiu em janeiro de 1969, inicialmente se opôs à denúncia da resolução, considerando ‘as consequências para o Sudeste Asiático, que vão além da Guerra do Vietnã’. Em 1970, o governo começou a rever sua posição, declarando que as atuais operações no Vietnã não estavam sendo baseadas na resolução, mas no exercício constitucional da autoridade do presidente, como comandante em chefe das forças armadas, para tomar as medidas necessárias para proteger as tropas norte-americanas em sua retirada gradual do conflito, que começaram a acontecer naquele ano, de acordo com a política denominada de ‘vietnamização’ – deixando que a guerra passasse a ser travada apenas entre os vietnamitas.
Rescindir o valor da resolução deixou de ser controverso e um adendo para torná-la inválida foi acrescentado numa lei assinada por Nixon em 1971. De modo a colocar limites na autoridade presidencial para engajar forças americanas em combate sem uma declaração de guerra, em 1973 o Congresso aprovou uma nova resolução, após veto de Nixon, chamada Resolução dos Poderes de Guerra, que ainda está em efeito. Ela estabelece certos requerimentos que obrigam o presidente a consultar o Congresso antes de tomar decisões que levem os Estados Unidos a se engajarem em hostilidades ou hostilidades iminentes.
Em 2005, documentos secretos da Agência de Segurança Nacional (NSA) norte-americana vieram a público, apontando o fato de que a presença das torpedeiras norte-vietnamitas nos ataques de 4 de agosto no Golfo de Tonquim, nunca foi realmente confirmada.